# 青春似火
《青春似火》是一部1976年上映的电影，讲述文革时期的技术革新故事。据称，摄制组1976年6月抵制了文化部的拍成关于“走资派还在走”电影的要求，导致文化部禁止《青春似火》上映，直到粉碎四人帮后，《青春似火》才公映。